# Roberto Valera
Roberto Valera Chamizo (Havana, Cuba, 21 december 1938) is een Cubaans componist en muziekpedagoog.

## Leven
Valera deed zijn studies aan het Conservatorio Amadeo Roldán te Havana onder andere bij Leo Brouwer, José Ardévol en Edgardo Martin en later voltooide hij zijn compositie studies bij Andrzej Dobrolowski en Witold Rudzinski aan de Frédéric Chopin Muziek Akademie in Warschau, Polen. Hij heeft verder een Pedagogiek diploma van de Escuela Normal para Maestros in Havana en promoveerde tot Ph. D. aan de Universiteit van Havana.
Een bepaalde tijd werkte hij bij het Instituto Cubano del Arte e Industria Cinematográficos en dat gaf hem de inspiratie als filmcomponist.
Hij schrijft vooral voor orkest, harmonieorkest, kamermuziek en elektroakoestische werken die in geheel Amerika werden uitgevoerd. Hij kreeg talrijke prijzen en onderscheidingen, zoals de eerste prijs voor compositie van de Cubaanse minister van cultuur in 1985 voor zijn Concierta por la Paz, de Nationale prijs van Unión de Escritores y Artistas de Cuba (UNEAC) voor zijn geheel oeuvre, de Alejo Carpentier Medaille, de Félix Varela Medaille en de Nationale cultuur prijs van de Cubaanse Regering. Verder werd hij onderscheiden van de Cubaanse minister voor Hoger onderwijs voor zijn verdiensten voor het Cubaans onderwijs. Verdere huldigingen ontving hij door de Basse Terre Medaille in Guadeloupe, de José Maria Heredia Medaille van de provincie Santiago de Cuba en de Karol Szymanowski Medaille van de Poolse minister voor kunst en cultuur.
Valera is lid van het bestuur van de UNEAC en was van 1990 tot 1992 hun president.

## Composities

### Werken voor orkest
- 1969 Devenir
- 1985 Concierto por la Paz, voor saxofoon en orkest
- 1990 Extraplan
- 1995 Yugo y estrella
- 1998 Concierto de Cojimar, voor gitaar en orkest
- 1999 Non divisi, voor strijkorkest
- Colhuacán

### Werken voor harmonieorkest
- 1987 Movimento Concertante, voor gitaar en harmonieorkest

### Werken voor koor
- 1969 Ire a Santiago, voor gemengd koor - tekst: Federico Garcia Lorca
- 1998 Coralina para un tiempo, voor gemengd koor
- 2001 Cuatro Poemas de Nicolás Guillén, voor sopraan, gemengd koor en orkest
- Aquí en Varadero, voor gemengd koor
- Cofrecito de dudas. habanera voor koor
- Las huellas de tus pasos, habanera voor koor
- Quisiera, voor gemengd koor
- Tiempo para un tiempo, voor gemengd koor (SSATBB)
- Vendrá, voor gemengd koor
- Yo soy el que te canta, habanera voor koor
- Yugo y estrella, voor gemengd koor

### Vocale muziek
- 1968 Conjuro, voor sopraan en orkest
- Canciones de Pepito el de los cuentos, voor solo zang, kinderkoor en MIDI-orkest

### Kamermuziek
- 1967 Strijkkwartet
- 1971 Tres Impertinencias, voor ensemble
- 1993 Tierra de sol, cielo y tierra, voor ensemble
- 1994 Glosas del tiempo recobrado, voor viool, cello, piano en slagwerk
- Tan sólo fui Testigo, voor saxofoonkwartet

### Werken voor piano
- 2002 Doce Estudios Caribeños
- 2002 Van Gogh's Blues Ear
- 2004 Cuento Sonoro

### Elektronische muziek
- 1990 Ajiaco, voor geluidsband
- 1992 Palmas, voor geluidsband
- 1993 Periodo espacial, voor geluidsband
- 1999 Loa del camino, voor geluidsband
- 2000 Las Sombras no Abandonan, voor geluidsband

### Filmmuziek
- 1964 En la noche
- 1965 Ociel del Toa
- 1966 La Salación
- 1972 Páginas del diario de José Martí
- 1978 Angola: Victory of Hope
- 1999 Cosmovolt: S.O.S. Plutón

## Publicaties
- Victoria Eli Rodríguez: Roberto Valera - Catálogos de compositores. edición José Amer, Madrid. 1998. 103 p.

- Biblioteca Nacional de España: XX1305918
- Bibliothèque nationale de France: cb140203646 (data)
- International Standard Name Identifier: 0000 0001 0785 1287
- Library of Congress Control Number: n78027117
- MusicBrainz: 60fe26c0-6a99-45c1-a864-34e38724f053
- Virtual International Authority File: 87073517
- WorldCat: E39PBJkhKxKp8D4wj3P7K37PwC